# Malesherbes (Loiret)
Malesherbes (kiejtése kb. „malzerb”) település Franciaországban, Loiret megyében. Lakosainak száma 6089 fő (2018. január 1.). Malesherbes Boigneville és Coudray községekkel határos.

## Népesség
A település népességének változása:
| Lakosok száma | 2420 | 2891 | 3851 | 5778 | 5989 | 6059 | 6140 | 8299 | 6047 | 6089 |
|               | 1962 | 1968 | 1975 | 1990 | 1999 | 2008 | 2013 | 2016 | 2017 | 2018 |